# Cruciada din 1101
Cruciada din 1101 a fost o cruciadă minoră formată din trei mișcări separate, organizate în 1100 și 1101, după succesul primei cruciade. A mai fost numită și Cruciada celor slabi de înger datorită numărului mare de participanți care s-au alăturat acestei cruciade după ce se întorseseră din drumul către Ierusalim în timpul primei cruciade. 
După succesul primei cruciade, a fost lansat un apel pentru recrutarea de întăriri pentru forțele armate ale nou înființatului Regat al Ierusalimului. Papa Pascal al II-lea, succesorul lui Urban al II-lea, (care murise fără să se poată bucura de victoria cruciadei pe care o inițiase), a cerut organizarea unei noi expediții. Papa a chemat cavalerii care juraseră să participe la cruciadă, dar care nu plecaseră niciodată către Țara Sfântă, sau care se întorseseră din drum mai înainte de a ajunge să lupte. Unii dintre acești oameni erau deja subiectul batjocurii publice și existau presiuni mari ca ei să se reîntoarcă în Orient. Spre exemplu, Adela a Angliei, soția lui Ștefan de Blois, un cavaler care fugise în 1098 din Antiohia asediată de musulmani, era așa de rușinată de fapta soțului său, încât nu-i mai permisese să locuiască în aceeași casă cu ea. 

## Lombarzii
În luna septembrie 1100 a plecat din Milano un grup mare de lombarzi. Acest grup a fost format în principal din țărani fără experiență de luptă și era condus de Anselm al IV-lea, arhiepiscop al Milanului. Atunci când au ajuns pe teritoriul bizantin, cruciații au jefuit toate localitățile prin care au trecut și au fost escortați din ordinul bazileului Alexis I într-o tabără din afara Constantinopolului. Cruciații nu au fost nemulțumiți de acest ordin și s-au strecurat în capitală, unde au jefuit palatul Blacherne și au ucis leul care era animalul de companie al împăratului. Lombarzii au fost rapid conduși peste Bosfor și și-au făcut tabăra la Nicomedia (azi Izmit, Turcia), unde au așteptat întăriri. 
La Nicomedia a sosit în mai un grup mai mic dar mult mai puternic de francezi, burgunzi, germani sub conducerea lui Étienne II de Blois, Étienne I de Burgundia și Conrad, conetabilul lui Heinrich al IV-lea, împăratul Sfântului Imperiu Roman. La Nicomedia au fost întâmpinați de Raymond de Toulouse, unul dintre conducătorii primei cruciade, aflat în acel moment în slujba împăratului bizantin. El a fost numit conducător suprem și o forță bizantină sub comanda generalului Tzitas, formată din mercenari pecenegi, a fost trimisă să-i escorteze pe cruciați. 
Acest grup a mărșăluit până la sfârșitul luni mai spre Dorylaeum, folosind ruta utilizată de Raymond și Étienne în 1097 în timpul primei cruciade. Ei au plănuit să continue drumul către Konya, dar normanzii, ale căror efective depășeau toate celelalte contingente luate la un loc, erau hotărâți să se îndrepte spre nord spre Niksar, unde Boemund I al Antiohiei era ținut ostatic de turcomani. După ce au cucerit Ancyra pe 23 iunie și au predat bizantinilor, cruciații s-au îndreptat către nord, unde au fost aproape imediat atacați de turci selgiucizi. Turcii i-au hărțuit pe cruciați timp de mai multe săptămâni, detașamentele mai mici răzlețite de coloana principală a cruciaților fiind distruse. 

### Bătălia de la Mersivan
Lombarzii și-au dat seama de greșeala pe care au făcut-o și întreaga lor armată s-a îndreptat către răsărit, intrând pe teritoriile turcomanilor. Turcii selgiucizi, care învățaseră lecțiile înfrângerii din prima cruciadă, aveau acum alianțe cu turcomanii și cu persanii. La începutul lunii august, armatele aliate musulmane au atacat cruciații la Mersivan. Cruciații erau organizați în cinci divizii: ale burgunzilor, germanilor, francezilor, germanilor și ale bizantinilor lui Raymond. Lombarzii din avangardă au fost înfrânți, pecenegii au dezertat, iar francezii și germanii au fost obligați să se retragă. Raymond a fost încercuit și numai intervențiile lui Étienne și Conrad l-au scăpat. Bătălia a continuat și a doua zi, tabăra cruciată fiind cucerită de musulmani, iar cavalerii au fugit, lăsând femeile, copii și preoții să cadă prizonieri și să fie transformați în sclavi de invingătorii musulmani. Cei mai mulți lombarzi, care erau pedeștri, au fost în scurtă vreme prinși de turci și uciși. Raymond, Étienne de Blois și Étienne de Burgundia au fugit spre nord la Sinope și s-au reîntors la Constantinopol cu o corabie.

## Cruciații din Nevers
La scurtă vreme după ce lombarzii au plecat spre Nicomedia, un nou contingent aflat sub conducerea lui Guillaume al II-lea de Nevers a sosit la Constantinopol. Acest nou grup plecase din Bari, traversase Marea Adriatică și se îndreptaseră spre Constantinopol fără a provoca incidente, un lucru nobișnuit pentru cruciați. Noul grup de cruciați a încercat să-i ajungă din urmă pe cei plecați spre Nicomedia, dar nu a reușit să li se alăture. Guillaume a asediat pentru scurtă vreme Iconium (Konya), dar forțele sale nu au fost în stare să cucerească orașul și după scurtă vreme a căzut în ambuscada turcomanilor la Heraclea Cybistra. Turcomanii veneau de la Mersivan, unde îi spulberaseră pe lombarzi și aveau moralul foarte ridicat, fiind hotărâți să distrugă noul contingent de cruciați. La Heraclea aproape toți cruciații din Nevers au fost distruși, cu excepția a câtorva conducători, care au reușit să scape cu fuga. 

## Francezii și bavarezii
Imediat după ce Guillaume al II-lea a părăsit Constantinopolul, a sosit o a treia armată condusă de Guillaume al IX-lea de Poitiers , Hugo de Vermandois, (unul dintre cei care dezertase din prima cruciadă) și Welf I al Bavariei. Alături de ei se afla Ida de Austria, care era considerată una dintre cele mai frumoase femei ale vremii sale, mama lui Leopold al III-lea al Austriei. Pe drumul spre Constantinopol și această armată a jefuit teritoriul bizantin și numai sosirea mercenarilor bizantini și intervenția în forță a conducătorilor cruciați a oprit dezordinile și cofruntarea militară între creștini. 
Din capitala bizantină, această armată s-a împărțit în două: o jumate din efective s-a îndreptat direct spre Palestina îmbarcată pe corăbii, iar cealaltă jumate a călătorit pe drumurile Asiei. Această a doua coloană a ajuns la Heraclea în septembrie și, la fel ca și armatele cruciate de dinainte, a fost prinsă în ambuscadă de turcomani și distrusă. Guillaume al IX-lea, Hugues, Welf și un mic grup de cruciați călări au scăpat cu fuga, refugiindu-se în cele din urmă în Tarsus, unde Hugues a și murit în urma rănilor primite în luptă. Ida a dispărut în timpul luptelor din ambuscada de la Heraclea. Se presupune că a murit pe câmpul de luptă, deși există o legendă care afirmă că a fost luată prizonieră și a ajuns să dea naștere lui Zengi, unul dintre marii conducători anticruciați de pe la jumătatea secolului al XII-lea.

## Urmări
Guillaume al II-lea de Nevers, (care scăpase cu viață al Tarsus), și Raymond de Toulouse s-au alăturat resturilor armatelor cruciaților. Sub comanda lui Raymond cruciații ajutați de flota genoveză au cucerit Tortosa. Din acest moment, cruciada s-a transformat mai degrabă intr-un pelerinaj. Supravițuitorii au ajuns la Antiohia la sfârșitul anului 1101 și de Paștele anului 1102 au intrat în Ierusalim. După aceasta, cum jurământul lor fusese îndeplinit, multi s-au întors la casele lor, iar câțiva au rămas să se alăture armatei lui regelui Balduin I, care a luptat împotriva invaziei egiptene de loa Ramla. Étienne II de Blois a fost ucis în această luptă. Tot în această luptă a murit și Hugo de Lusignan, strămoșul viitoarei dinastii Lusignan din ierusalim și regatul Ciprului. 
Victoriile turcomanilor i-au permis liderului lor, Kilij Arslan, să-și stabilească noua capitală la Konya și a ridicat mult moralul musulmanilor, demonstrându-le că armatele de cruciați nu sunt invincibile, așa cum își câștigaseră renumele în timpul primei cruciade. Cruciații și bizantinii au dat vina unii pe alții pentru șirul de înfrângeri suferite, și nici una dintre forțele creștine nu a reușit să asigure o cale sigură spre Antiohia, acum, când Kilij Arslan devenise foarte puternic. Dingura cale liberă spre Țara Sfântă rămăsese cea pe mare, spre marele avantaj al orașelor-stat italiene. Lipsa unei căi terestre de comunicație sigure de la Constantinopol spre Ierusalim i-a permis de asemenea lui Tancred al Galileii, care conducea în acel moment Principatul Antiohiei, să-și consolideze puterea departe de amestecul bizantin. 
Ca urmare a înfrângerilor suferite de această cruciadă minoră, expedițiile creștine care aveau să urmeze (cruciadele a doua și a treia) aveau să întâmpine dificultăți uriașe atunci când au încercat să străbată Anatolia.